# جيرارد الأول من باريس
جيرارد الأول من باريس (توفي عام 779) كان كونت باريس، ومؤسس بيت جيرارد.

## سيرة شخصية
وفقًا لمصادر مختلفة، تزوج من روترود ربما كانت ابنة كارلومان، ابن شارل مارتل. من هذا الاتحاد ولد:
- الكونت ستيفن من باريس (754-811 / 815)
- الكونت ليوثارد الأول من باريس (؟ -813)
- الكونت بيجو من باريس (؟ -816)
- إيفا (مواليد 770) تزوجت هوغو دي إلزاس آي.

خلفه ابنه ستيفن من باريس في لقب كونت باريس.